# Frances Willard
Frances Elizabeth Caroline Willard (Churchville (New York), 28 september 1839 - New York, 17 februari 1898) was een Amerikaans opvoeder, voorvechter van de matigingsbeweging en het vrouwenkiesrecht. Willard was van 1879 tot haar dood in 1898 de nationale president van de Woman's Christian Temperance Union (WCTU) en in 1883 initiatiefnemer van de World Woman's Christian Temperance Union (WWCTU). Haar invloed bleef in de volgende decennia bestaan, toen de 18e (Prohibitie) en 19e wijziging (vrouwenkiesrecht) van de Amerikaanse grondwet werden aangenomen. Willard ontwikkelde de slogan "Do Everything" voor de WCTU en moedigde leden aan om deel te nemen aan een breed scala aan sociale hervormingen door middel van lobbyen, petities indienen, prediken, publiceren en onderwijs. Tijdens haar leven slaagde Willard erin de meerderjarigheid in veel staten te verhogen, en ook arbeidshervormingen door te voeren, waaronder de achturige werkdag. Haar visie omvatte ook gevangenishervorming, wetenschappelijk onderricht in matiging, christensocialisme en de wereldwijde uitbreiding van vrouwenrechten.

## Jonge jaren en opleiding
Willard werd in 1839 geboren als dochter van Josiah Flint Willard en Mary Thompson Hill-Willard in Churchville, nabij Rochester (New York). Ze was vernoemd naar de Engelse romanschrijver Frances (Fanny) Burney, de Amerikaanse dichter Frances Osgood, en haar zus, Elizabeth Caroline, die het jaar ervoor was overleden. Ze had een oudere broer, Oliver, en een jongere zus Mary. Haar vader was boer, natuuronderzoeker en wetgever. Haar moeder was onderwijzeres.
In 1841 verhuisde het gezin naar Oberlin (Ohio), waar haar vader studeerde aan het Oberlin College en haar moeder lessen volgde. Ze verhuisden in 1846 naar Janesville (Wisconsin) voor de gezondheid van Josiah Willard. In Wisconsin werd het gezin, dat voorheen congregationalistisch was, methodist. Frances en haar zus Mary gingen naar de Milwaukee Normal Institute and High School, waar de zus van hun moeder lesgaf.
In 1858 verhuisde het gezin Willard naar Evanston (Illinois), en Josiah Willard werd bankier. Frances en Mary gingen naar het North Western Female College en hun broer Oliver naar het Garrett Biblical Institute.

## Onderwijscarrière
Na haar afstuderen aan het North Western Female College bekleedde Willard verschillende onderwijsposities in het hele land. Ze werkte aan het Pittsburgh Female College en als onderwijsassistente aan het Genesee Wesleyan Seminary in New York (later Syracuse University). Ze werd in 1871 benoemd tot voorzitter van het nieuw opgerichte Evanston College for Ladies. Toen het Evanston College for Ladies in 1873 het Woman's College van Northwestern University werd, werd Willard de eerste Dean of Women aan de universiteit. Die positie zou echter van korte duur zijn door haar ontslag in 1874 na confrontaties met de universiteitsvoorzitter, Charles Henry Fowler, over haar bestuur van het Woman's College. Willard was eerder met Fowler verloofd geweest en had de verloving verbroken.

## Activiste (WCTU en kiesrecht)

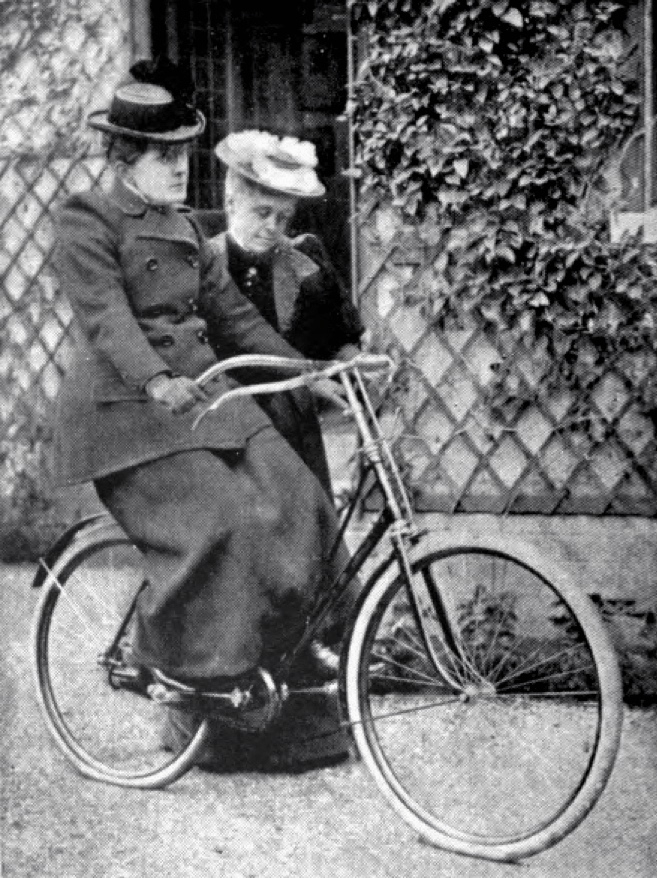
Frances Willard leert fietsen

Na haar ontslag richtte Willard haar energie op een nieuwe carrière: de vrouwen-matigingsbeweging. In 1874 nam zij deel aan de oprichtingsconventie van de Woman's Christian Temperance Union (WCTU), waar ze werd gekozen tot de eerste corresponderende secretaris. In 1876 werd ze hoofd van de afdeling Publications, die als doel had het publiceren van de WCTU-weekkrant The Union Signal en het opbouwen van een nationaal publiek daarvoor. In 1885 voegde Willard zich bij Elizabeth Boynton Harbert, Mary Ellen West, Frances Conant en 43 anderen om de Illinois Woman's Press Association op te richten.
In 1879 werd ze president van de Nationale WCTU en ze bekleedde die functie tot aan haar dood. Haar onvermoeibare inspanningen voor de zaak van matiging omvatten een vijftigdaagse reeks van spreekbeurten in 1874, gemiddelde 45.000 kilometer per jaar aan reizen en een gemiddelde van vierhonderd lezingen per jaar gedurende een periode van tien jaar, meestal met de hulp van haar persoonlijke secretaresse, Anna Adams Gordon.
Als voorzitter van de WCTU pleitte Willard ook voor vrouwenkiesrecht, gebaseerd op "Home Protection", dat ze omschreef als "de beweging... waarvan het doel is te garanderen dat alle vrouwen boven de eenentwintig jaar mogen stemmen als middel om hun huizen te beschermen tegen de verwoesting veroorzaakt door de legale handel in sterke drank." De "verwoesting" verwees naar geweld tegen vrouwen gepleegd door dronken mannen, wat zowel binnenshuis als buitenshuis veel voorkwam. Willard voerde aan dat het voor mannen te gemakkelijk was om met hun misdaden weg te komen zonder vrouwenkiesrecht. Het argument 'Home Protection' werd gebruikt om steun te krijgen van de 'gemiddelde vrouw', die volgens de patriarchale pers, religieuze autoriteiten en de samenleving als geheel wantrouwend stond tegenover vrouwelijke suffragettes. Het verlangen naar bescherming binnenshuis gaf de gemiddelde vrouw een sociaal passende weg om stemrecht te zoeken. Willard stond erop dat vrouwen de notie moesten laten varen dat ze het 'zwakkere' geslacht waren en dat ze hun natuurlijke afhankelijkheid van mannen moesten omarmen. Ze moedigde vrouwen aan om zich aan te sluiten bij de beweging om de samenleving te verbeteren: "Politiek is de plek voor vrouwen." Het doel van de kiesrechtbeweging voor Willard was een ‘vrouwelijkheidsideaal’ te creëren dat vrouwen in staat stelde een metgezel en raadgever van de man te worden, in plaats van ‘last en speelgoed van de man'.
Willards kiesrechtargument rustte ook op haar feministische interpretatie van de bijbel. Ze meende dat natuurlijke en goddelijke wetten om gelijkheid in het Amerikaanse huishouden vroegen, waarbij de moeder en vader de leiding deelden. Ze breidde dit idee van het huis uit, met het argument dat mannen en vrouwen zij aan zij zouden moeten leiden in kwesties van onderwijs, kerk en bestuur, net zoals "God mannen en vrouwen naast elkaar zet in zijn rijk van de wet".
Willards werk kreeg een internationale schaal in 1883 met de verspreiding van de Polyglot Petition tegen de internationale handel in alcohol en drugs. Ze schaarde zich achter May Wright Sewall op de bijeenkomst van de Internationale Vrouwenraad in Washington, DC, waarmee ze de permanente basis legde voor de National Council of Women of the United States. Ze werd in 1888 de eerste voorzitter van die organisatie en bekleedde die functie tot 1890. Zij richtte in 1888 ook de World WCTU op en werd in 1893 voorzitter. Ze werkte nauw samen met Lady Isabel Somerset, voorzitter van de British Women's Temperance Association, die ze verschillende keren bezocht in het Verenigd Koninkrijk.
Na 1893 werd Willard beïnvloed door de Britse Fabian Society en werd zij een toegewijd christelijk socialist.

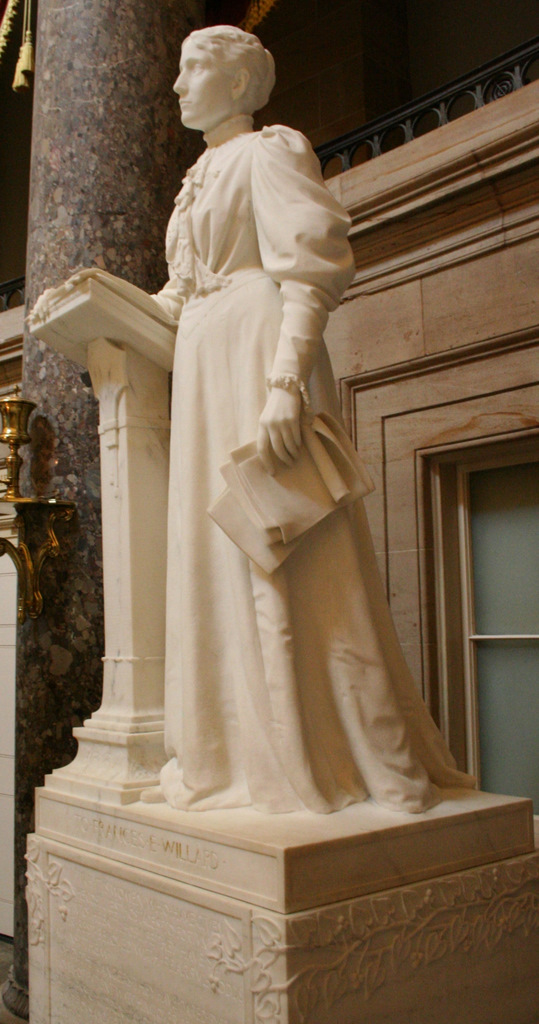
Frances Willard door Helen Farnsworth Mears in de National Statuary Hall van het Capitool

Willard stierf rustig in haar slaap in het Empire Hotel in New York nadat ze influenza had opgelopen toen ze zich voorbereidde om naar Engeland en Frankrijk te gaan. Ze werd begraven op Rosehill Cemetery in Chicago. Ze liet haar huis in Evanston (Illinois) na aan de WCTU. Het 'Frances Willard House' werd in 1900 geopend als museum en werd toen ook het hoofdkwartier van de WCTU. In 1965 kreeg het de status van National Historic Landmark.

## Publicaties
- Woman and Temperance, or the Work and Workers of the Woman's Christian Temperance Union, Hartford, Conn: Park Pub. Co., 1883.
- How to Win. A Book For Girls, NY: Funk & Wagnalls, 1886. reprinted 1887 & 1888.
- Nineteen Beautiful Years, or, Sketches of a Girl's Life, Chicago: Woman's Temperance Publication Association, 1886.
- Glimpses of Fifty Years: the Autobiography of an American Woman, Chicago: Woman's Temperance Publishing Association, 1889.
- A Classic Town: The Story of Evanston, Woman's Temperance Publishing Association, Chicago, 1891.
- President's Annual Address, 1891, Woman's Christian Temperance Union.
- Woman of the Century (1893) (ed. Willard, Frances E. & Livermore, Mary A.) - online beschikbaar op  Wikisource.

.* A Wheel Within a Wheel. How I Learned to Ride the Bicycle, 1895.
- Do Everything: a Handbook for the World's White Ribboners, Chicago: Woman's Temperance Publishing Association, [1895?].
- Occupations for Women, Cooper Union, NY: Success Company. 1897.